# Харино (сельское поселение Победа)
Харино — деревня в Ржевском районе Тверской области, входит в состав сельского поселения «Победа».

## География
Деревня находится на берегу реки Млинга в 22 км на северо-запад от центра сельского поселения посёлка Победа и в 25 км на северо-запад от города Ржева. 

## История
В конце XIX — начале XX века деревня являлась центром Харинской волости Ржевского уезда Тверской губернии.
С 1929 года деревня входила в состав Бахмутовского сельсовета Ржевского района Ржевского округа Московской области, с 1935 года — в составе Калининской области, с 1994 года — в составе Бахмутовского сельского округа, с 2005 года — в составе сельского поселения «Победа».

## Население
| 1859 | 1883 | 2002 | 2008 | 2010 |
| ---- | ---- | ---- | ---- | ---- |
| 82   | ↗92  | ↘1   | →1   | ↘0   |